# Blue (Da Ba Dee)
„Blue (Da Ba Dee)” – debiutancki singel włoskiego zespołu Eiffel 65 wydany w 1998 roku.
Singiel był notowany w 17 krajach, w tym w Wielkiej Brytanii, Australii, Niemczech i na Billboard Hot 100 w Stanach Zjednoczonych. Singel został wydany po raz pierwszy na albumie Europop. Głos wokalisty został zmieniony przy użyciu programu Auto-Tune tak, aby przypominał głos robota.
Piosenka opowiada o osobie, która żyje w niebieskim świecie, chociaż tytułowy kolor, oznacza w języku angielskim również smutek.
Piosenka została zremiksowana m.in. przez angielskiego DJ-a, Nate Valentine w 2008 oraz przez rapera Flo Rida w 2009 (utwór pt. „Sugar”). Powstało też wiele remiksów autorstwa samego zespołu Eiffel 65, a także remake ich kontynuatora – zespołu Bloom 06 („Blue 2008”). Singiel użyty został również w filmie Iron Man 3.

## Cover
W 2016 roku ukazał się cover „Blue (Da Ba Dee)” w wykonaniu Sound Of Legend.

## Lista utworów
- CD maxi–singel (1998)[4]

1. „Blue (Da Ba Dee)” (Blue Ice Pop Radio Edit) – 3:39
2. „Blue (Da Ba Dee)” (DJ Ponte Ice Pop Mix) – 6:26
3. „Blue (Da Ba Dee)” (Hannover Remix) – 6:24
4. „Blue (Da Ba Dee)” (Dub Mix) – 4:48
5. „Blue (Da Ba Dee)” (Ice Pop Instrumental Mix) – 6:27
6. „Blue (Da Ba Dee)” (Blue Paris Remix) – 7:42

## Notowania na listach przebojów
| Kraj              | Lista (1999/2000/2013) | Najwyższa pozycja |
| ----------------- | ---------------------- | ----------------- |
| Szwajcaria        | Singles Top 50         | 1                 |
| Niemcy            | Top 100 Singles        | 1                 |
| Australia         | Top 50 Singles         | 1                 |
| Szwecja           | Top 60 Singles         | 1                 |
| Finlandia         | Top 20 Singles         | 1                 |
| Austria           | Singles Top 40         | 1                 |
| Belgia (Flandria) | Ultratop 50            | 1                 |
| Norwegia          | Top 20 Singles         | 1                 |
| Francja           | Top 100 Singles        | 1                 |
| Wielka Brytania   | Singles Top 100        | 1                 |
| Holandia          | Single Top 100         | 1                 |
| Irlandia          | Top 100 Singles        | 1                 |
| Nowa Zelandia     | Top 50 Singles         | 1                 |
| Kanada            | Canadian Hot 100       | 1                 |
| Belgia (Walonia)  | Ultratop 40            | 2                 |
| Hiszpania         | Top 10 Singles         | 2                 |
| Włochy            | Top 100 Singles        | 3                 |
| Stany Zjednoczone | The Hot 100            | 6                 |